# Harmanda
Harmanda is een geslacht van hooiwagens uit de familie Sclerosomatidae.
De wetenschappelijke naam Harmanda is voor het eerst geldig gepubliceerd door Roewer in 1910. 

## Soorten
Harmanda omvat de volgende 15 soorten:
- Harmanda aenescens
- Harmanda albipunctata
- Harmanda annulata
- Harmanda arunensis
- Harmanda beroni
- Harmanda corrugata
- Harmanda elegantulus
- Harmanda instructa
- Harmanda khumbua
- Harmanda latephippiata
- Harmanda lineata
- Harmanda medioimmicans
- Harmanda nigrolineata
- Harmanda trimaculata
- Harmanda triseriata